# Orlivka, Berezne
Orlivka (în ucraineană Орлівка) este un sat în comuna Horodîșce din raionul Berezne, regiunea Rivne, Ucraina.

## Demografie
Componența lingvistică a localității Orlivka
     Ucraineană (99,69%)
     Alte limbi (0,31%)
Conform recensământului din 2001, majoritatea populației localității Orlivka era vorbitoare de ucraineană (99,69%), existând în minoritate și vorbitori de alte limbi.